# Березняк (Сланцевский район)
Березняк — деревня в Гостицком сельском поселении Сланцевского района Ленинградской области.

## История
Деревня Березня упоминается на карте Санкт-Петербургской губернии 1792 года А. М. Вильбрехта.
Как деревня Березняга она обозначена на карте Санкт-Петербургской губернии Ф. Ф. Шуберта 1834 года.

БЕРЕЗНЯГ — сельцо, местопребывание пристава, принадлежит наследникам господина Качалова, число жителей по ревизии: 22 м. п., 28 ж. п. (1838 год)

Как деревня Березняга она отмечена на карте профессора С. С. Куторги 1852 года.

БЕРЕЗНЯК — деревня госпожи Мармылевой, по просёлочной дороге, число дворов — 8, число душ — 23 м. п. (1856 год)

БЕРЕЗНЯГ — деревня владельческая при ручье безымянном, число дворов — 12, число жителей: 21 м. п., 21 ж. п. (1862 год)

В XIX — начале XX века деревня административно относилась к Выскатской волости 1-го земского участка 1-го стана Гдовского уезда Санкт-Петербургской губернии.
Согласно Памятной книжке Санкт-Петербургской губернии 1905 года, деревня называлась Березняги (Мармылева) и входила в Пелешское сельское общество.

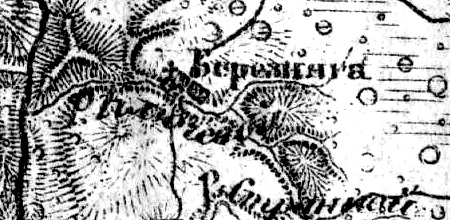
Деревня Березняк на карте 1919 года

Согласно карте Петроградской и Эстляндской губерний 1919 года деревня называлась Березняга, в деревне находилась часовня, ручей протекающий через деревню назывался Ключевой.
По данным 1933 года деревня Березняк входила в состав Пелешского сельсовета Рудненского района.
По состоянию на 1 августа 1965 года деревня Березняк входила в состав Пелешского сельсовета Кингисеппского района.
По данным 1973 года деревня Березняк входила в состав Пелешского сельсовета Сланцевского района.
По данным 1990 года деревня Березняк входила в состав Гостицкого сельсовета.
В 1997 году в деревне Березняк Гостицкой волости проживали 10 человек, в 2002 году — 14 человек (русские — 93 %).
В 2007 году в деревне Березняк Гостицкого СП проживали 13, в 2010 году — 19, в 2012 году — 21, в 2013 году — 25 человек.

## География
Деревня расположена в юго-западной части района на автодороге 41К-801 (Пелеши — Березняк).
Расстояние до административного центра поселения — 6 км.
Расстояние до ближайшей железнодорожной платформы Гостицы — 5 км.
Деревня находится на правом берегу реки Плюсса.

## Демография
| 2007 | 2010 | 2017 |
| ---- | ---- | ---- |
| 13   | ↗19  | ↘15  |